# محمد يوسف نجم
محمد يوسف نجم (1343هـ / 1925م - 1430هـ / 2009م) أديب وأستاذ جامعي فلسطيني لبناني.
ولد عام 1925 في المجدل، تلقى تعليمه في الكلية العربية في القدس  وتخرج في قسم اللغة العربية من الجامعة الأميركية في بيروت سنة 1365هـ الموافقة لسنة 1946م، كما حصل على درجتي ماجستير في الآداب؛ كانت الأولى من الجامعة الأميركية في بيروت سنة 1367هـ الموافقة لسنة 1948م والثانية من جامعة فؤاد الأول في القاهرة سنة 1370هـ الموافقة لسنة 1951م، ثم حصل على درجة الدكتوراه من جامعة فؤاد الأول في القاهرة سنة 1375هـ الموافقة لسنة 1954م، ومن حينها عمل في مجال التدريس الجامعي في الجامعة الأمريكية في بيروت حتى تقاعده سنة 1419هـ الموافقة لسنة 1998م. حصل على وسام القدس للثقافة والفنون والآداب عام 1990 وعلى جائزة الملك فيصل العالمية في اللغة العربية والأدب سنة 1412هـ الموافقة لسنة 1992م بالاشتراك مع كل من شكري محمد عياد ومحمد مصطفى بدوي.

## المؤلفات
- ليبيا في كتب التاريخ والسير، دار ليبيا والتوزيع - بنغازي، 1968
- الشعر العربي في المهجر أمريكا الشمالية، دار صادر، 1982
- نظرية النقد والفنون والمذاهب الأدبية، دار صادر للطباعة والنشر، 1985
- القصة في الأدب العربي الحديث 1870 - 1914، دار الثقافة للطباعة والنشر والتوزيع، 1966
- الثقافة في الكويت منذ بدايتها حتى الآن: مسح علمي شامل، دار سعاد الصباح، 1997
- المسرحية في الأدب العربي الحديث (1847 - 1914)، دار صادر للطباعة والنشر، 1999
- الشيخ أحمد أبو خليل القباني - سلسلة المسرح العربي، دار الثقافة للطباعة والنشر والتوزيع، 1999
- منارة على الخليج، دار سعاد الصباح، 2002
- فن المقالة، دار الشروق للنشر والتوزيع، 2008
- فن القصة، دار صادر للطباعة والنشر، 2011
- دراسات في حضارة الإسلام (ترجمة)، الهيئة المصرية العامة للكتاب، 2011